# جوزفین دون
جوزفین دون (انگلیسی: Josephine Dunn؛ ‏ ۱ مهٔ ۱۹۰۶ – ۳ فوریهٔ ۱۹۸۳) بازیگر اهل ایالات متحده آمریکا بود.
از فیلم‌هایی که وی در آن‌ها نقش داشته‌است، می‌توان به با عشق و نارضایتی اشاره نمود.